# George Steevens
George Steevens (10 de mayo de 1736 – 22 de enero de 1800) fue un comentarista y editor de William Shakespeare de origen británico. 

## Biografía

### Inicios
George Steevens nació en el área de Poplar, en la ciudad de Londres, en Inglaterra. Su padre era capitán y años más tarde se convirtió en director de la Compañía Británica de las Indias Orientales. Fue educado en el Colegio Eton y en él King’s College, Cambridge, donde estudió durante el periodo de 1753 a 1756. Abandonó la universidad sin ninguna licenciatura, y se estableció en los aposentos de la Sociedad honorable de Inner Temple, mudándose después a una casa ubicada en la zona de Hampstead Heath, donde compiló una valiosa biblioteca, rica en literatura de la época isabelina.  También acumuló una gran colección de grabados pertenecientes al artista William Hogarth, y sus anotaciones sobre este tema fueron incorporadas en el libro de John Nichols titulado “Obras genuinas de Hogarth” (en inglés “Genuine Works of Hogarth”). 
Cada día antes de las siete de la mañana, el caminaba de Hampstead a Londres, y discutía sus preguntas Shakesperianas con su amigo, Isaac Reed, y después de hacer su ronda diaria en las librerías, regresaba a Hampstead.

### Carrera profesional
De esta manera inició su trabajo como editor de Shakespeare con reimpresiones de una edición en cuarto de las obras de este dramaturgo, titulada “Veinte de las obras de Shakespeare” (en inglés “Twenty of the Plays of Shakespeare de 1766). Samuel Johnson estaba impresionado del trabajo de Steevens, y le sugirió a este que preparara una edición completa de Shakespeare.  El resultado ha sido conocido como la edición de Johnson y Steevens, titulada “The Works of Shakespeare with the Corrections and Illustrations of Various Commentators” (10 volúmenes, 1773). Sin embargo, las contribuciones de Johnson fueron mínimas. 
El temprano intento de crear una edición variorum (con todas las variantes de diferentes académicos) fue revisada y reimprimida en 1778, y además editada en 1785 por Reed; pero en 1793 Steevens, había afirmado que era un respetable editor, siendo persuadido por su envidia de Edmund Malone a reanudar su tarea. El resultado definitivo de sus investigaciones fue plasmado en una edición de 15 volúmenes. Él realizó cambios en el texto en algunas ocasiones, aparentemente con el único propósito de demostrar que era más hábil corrector que Malone, pero su amplio conocimiento de literatura isabelina le mantuvo en una buena posición, y editores posteriores han acudido a sus páginas para obtener pasajes paralelos de autores contemporáneos.  Sus deficiencias del punto de vista de un criticismo puramente literario son aparentes por el hecho de que excluyó los sonetos de Shakespeare y los poemas, y debido a que él escribió la más fuerte acta parlamentaria que podía ser formulada como el fallo en obligar a los lectores a su servicio. 
En los veinte años, entre el periodo de 1773 y 1793 estuvo comprometido inofensivamente en criticar a compañeros y en realizar chistes maliciosos sobre ellos. El Doctor Johnsons, que era uno de sus amigos incondicionales, declaró que la vida de Steevens se había convertido en la de un bandolero , pero que era generoso e inclusive cortés y amable con un pequeño círculo de amistades.  Él fue uno de los más destacados en exponer las falsificaciones de Thomas Chatterton (o también conocido como Thomas Rowley)  y  William Henry Ireland. Steevens escribió un relato ficticio sobre los árboles de upas de  Java, derivado de un viajero holandés, que impuso a Erasmus Darwin y engañó a la  Sociedad de anticuarios de Londres con la lápida de Canuto Hardeknut, que supuestamente había sido excavada en Kennington, pero realmente grabada con una inscripción anglosajona de su propia invención. Finalmente, falleció en Hampstead el 22 de enero de 1800. Un monumento en su memoria creado por John Flaxman, con una inscripción conmemorando sus labores Shakesperianas fue erigido en la Capilla de Poplar. El catálogo de venta de su valiosa biblioteca esta en el Museo Británico. 
La edición de Shakespeare de Steevens fue reimpresa por Reed en 1803, en 21 volúmenes, y con anotaciones adicionales de Steevens. La también conocida primera edición variorum, fue reimpresa en 1813.